# Plana Llobatera
El Plana Llobatera és un pla del municipi de Llobera, comarca del Solsonès. Es troba a l'est de la masia de Duàrria a uns 835 metres d'altitud.